# Sexualbrott
Sexualbrott är en juridisk term för brott där den brottsliga handlingen är av sexuell art.
Sexualbrott innefattar flera brott där handlingen är av sexuell natur, vilket innefattar flera olikartade situationer. Vanligen åtskiljs extrafamiljära brott (brott utanför familjekretsen) och intrafamiljära brott (inom familjen). De extrafamijära brotten kan ske som överfall, när offret står i beroendeställning till gärningspersonen, ske i anslutning till nöjeslivet mellan ytligt bekanta personer, ske efter att kontakt tagits via sociala medier på internet, eller ske i vänkretsen. En grupp förövare är seriebrottslingar och begår liknande brott igen, medan andra begår ett enskilt brott.

## Förövare
Bland sexualbrottslingar finns en hög andel med versatil brottsprofil, det vill säga att sexualbrottet är ett av många olikartade brott som personen begår under sitt liv. En undersökning från Australien har visat att 60% av dem som var dömda för våldtäkt av vuxna och för sexualbrott mot barn, hade en hög andel mångbrottslighet, samt att 88% bland dem som begick sexualbrott igen hade en avsevärd brottslig karriär vid sidan av sexualbrotten. En annan undersökning från USA har belagt att de som återkommande döms för sexualbrott mot barn, är något mera benägna till specialisering, fastän det vanligaste är att de i stor utsträckning är versatila med många olikartade brott under sina liv. Ju yngre personen är vid tiden för sexualbrottet, desto vanligare med en generell brottslig mångsidighet. Versatilitet sammanhänger med att personen vuxit upp i kriminellt belastade familjer, att modern var tonåring vid födseln, samt att personen tidigt uppvisat sexuella beteenden. De som specialiserar sig på ett sexualbrott har en mera varierad bakgrund än de med mångbrottslig karriär.
Inom gruppen sexualförbrytare förekommer också en stor versatilitet vad beträffar modus operandi. Det finns dock olika bedömningar hur vanligt det är att serieförövare väljer offer med olika kön eller att brotten begås i olikartade relationer, vilket torde bero på att studier inte skilt olika slags sexualbrott. Det mesta tyder på att de som förgriper sig på ungdomar är mer benägna att angripa personer från båda könen, samt att dessutom förgripa sig på antingen barn eller vuxna.
De som förbryter sig mot barn är vanligen i sena tonåren eller drygt 30 år första gången de begår brott av denna typ. De som tillhör den äldre gruppen har vanligen redan dömts för något annat brott, innan sexualbrottet.
Andelen recidivism ligger enligt internationella studier runt 10-15% inom fem år efter frisläppandet. En riskfaktor är hypersexuell störning.
En svensk studie, utförd under Niklas Långström, har visat att sexbrottslighet är vanligare i vissa familjer, vilket tycks bero både på genetiskt och socialt arv. Om fadern eller en bror begått sexualbrott, är den statistiska sannolikheten 2,5% att personen själv också gör detsamma, att jämföra med att 0,5% av befolkningen totalt sett begår sexbrott. Sambandet är tydligare vid sexualbrott mot barn. 

## Lagstiftning i Sverige

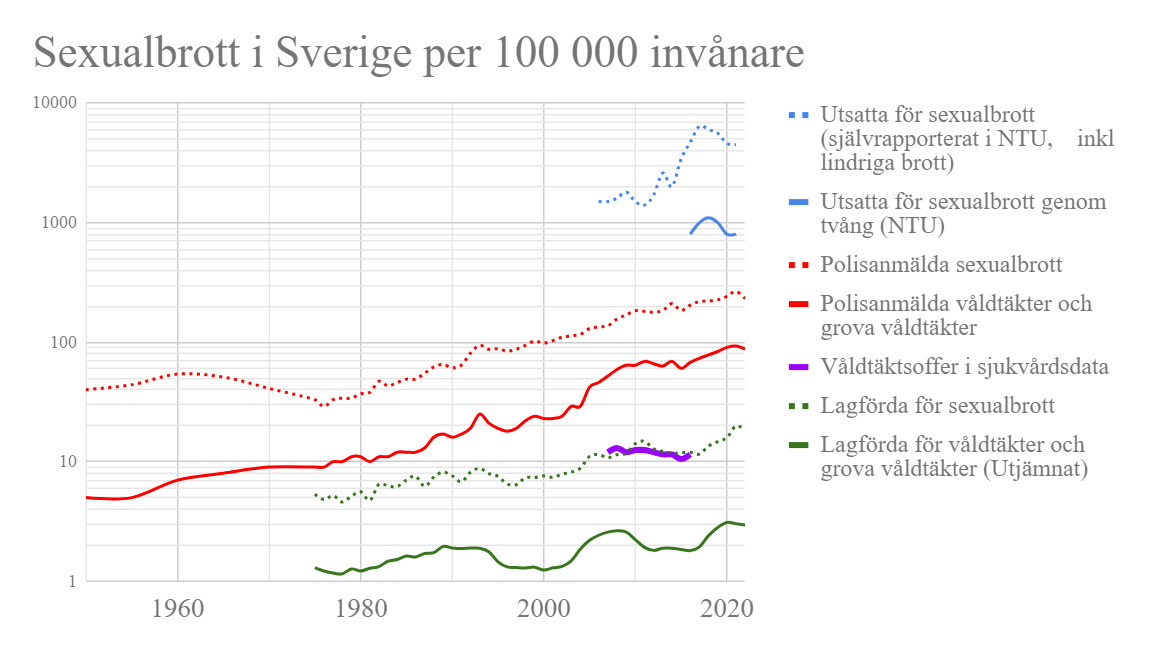
Antal sexualbrott i Sverige per 100 000 invånare över tid. Logaritmisk vertikal axel. Datakällor: BRÅ, SCB, Socialstyrelsen via DN.

I Sverige finns bestämmelser om sexualbrott i 6 kap. brottsbalken, som bland annat innehåller straffbud om våldtäkt, våldtäkt mot barn, samlag med avkomling, sexuellt ofredande, köp av sexuell tjänst och koppleri. Straffbud som rör handlingar med sexuell anknytning finns även i andra bestämmelser, till exempel om barnpornografibrott i 16 kap. 10 a § brottsbalken. Vid den straffrättsliga bedömningen tas i vissa fall särskild hänsyn till faktorer som att offret befinner sig i beroendeställning till förövaren.
Vilka handlingar som definieras som sexualbrott skiljer sig ibland åt mellan olika samhällen, men handlingarna har ofta samband med vad som anses vara tabu och parafili. Otrohet var tidigare förbjudet i Sverige och är det ännu i vissa länder.